# Insolvenzgeld
Nach deutschem Recht erhalten im Inland beschäftigte Arbeitnehmer im Falle der Insolvenz (früher: Konkurs) ihres Arbeitgebers ein sogenanntes Insolvenzgeld (früher: Konkursausfallgeld) zum Ausgleich ihres ausgefallenen Arbeitsentgeltes.

## Finanzierung und Erhebung
Insolvenzgeld wird von der Bundesagentur für Arbeit gezahlt und von den Arbeitgebern durch Zahlung einer Umlage finanziert. Keine Umlage müssen die Körperschaften, Anstalten und Stiftungen des öffentlichen Rechts zahlen, da sie nicht insolvenzfähig sind. Von der Umlage befreit sind auch solche juristischen Personen des öffentlichen Rechts, bei denen der Bund, ein Land oder eine Gemeinde kraft Gesetzes die Zahlungsfähigkeit sichert (§ 358 SGB III).
Die Umlage für das Insolvenzgeld wurde bis zum 31. Dezember 2008 von den Berufsgenossenschaften rückwirkend erhoben, weil die Bundesagentur kein Unternehmerverzeichnis führt und insofern die umlagepflichtigen Arbeitgeber nicht kannte. Wegen der Organisationsreform der gesetzlichen Unfallversicherung wird die Insolvenzgeldumlage seit dem 1. Januar 2009 als neue Umlage U3 zusammen mit dem Gesamtsozialversicherungsbeitrag über die Krankenkassen (Einzugsstellen) monatlich entrichtet. Die Einzugsstellen führen die Umlage an die Bundesagentur für Arbeit arbeitstäglich zusammen mit den Gesamtsozialversicherungsbeiträgen ab.
Bis zum 31. Dezember 2009 lag der Umlagesatz bei 0,10 % des Arbeitsentgelts. Der Umlagesatz für das Kalenderjahr 2010 wurde auf 0,41 % angehoben und für 2011 auf 0,0 % herabgesetzt, da zuvor genügend Rücklagen gebildet worden waren. Im Jahr 2012 betrug der Umlagesatz 0,04 %. Durch Änderung des § 360 SGB III wurde der Umlagesatz ab dem Jahr 2013 gesetzlich auf 0,15 % festgesetzt und gleichzeitig das Bundesministerium für Arbeit und Soziales ermächtigt, diesen Umlagesatz für ein Kalenderjahr zu erhöhen beziehungsweise zu reduzieren, sofern der Fehlbestand oder die Rücklagen die durchschnittlichen jährlichen Aufwendungen der vorhergehenden fünf Kalenderjahre übersteigt. Dadurch soll eine Entkopplung von der wirtschaftlichen Entwicklung erreicht werden. Für das Jahr 2016 wurde der Umlagesatz auf 0,12 % festgesetzt. Aufgrund eines Überschusses aus der Umlage und der erwarteten guten konjunkturellen Lage wurde der Umlagesatz für das Jahr 2017 auf 0,09 % abgesenkt.

## Zahlung, Zufluss an den Arbeitnehmer
Das Insolvenzgeld wird für einen Zeitraum von maximal drei Monaten gezahlt. Dieser Zeitraum umfasst grundsätzlich die drei Monate vor dem Beschluss über die Eröffnung des Insolvenzverfahrens bzw. die Abweisung des Insolvenzantrags mangels Masse. Diese Beschlüsse erlässt das zuständige Amtsgericht – Insolvenzgericht -. Sollte das Arbeitsverhältnis vor diesem Tag beendet worden sein (z. B. durch schriftliche Kündigung nach § 623 BGB oder durch Aufhebungsvertrag), werden die letzten drei Monate des Arbeitsverhältnisses ersetzt, soweit für diesen Zeitraum noch offene Ansprüche auf Arbeitsentgelt bestehen.
Wenn die Eröffnung des Insolvenzverfahrens durch einen Schuldner oder die Firma zum Zeitpunkt der Beendigung der Betriebstätigkeit nicht beantragt worden ist oder ein solcher Antrag als unzulässig zurückgewiesen wurde, hat die zuständige Agentur für Arbeit die Voraussetzungen für ein Insolvenzereignis nach § 165 Abs. 1 Satz 2 Nr. 3 SGB III zu prüfen.
Die Betriebstätigkeit muss vollständig und auf Dauer beendet worden sein, eine Unterbrechung mit dem Ziel die Betriebstätigkeit in nicht allzu ferner Zukunft wiederaufzunehmen, zählt nicht als vollständige Beendigung der Betriebstätigkeit. In der Regel ist als Nachweis der vollständigen Beendigung der Betriebstätigkeit eine Gewerbeabmeldung ausreichend. Das Datum der vollständigen Beendigung der Betriebstätigkeit kann allerdings auch aus anderen Quellen ermittelt werden, z. B. Angaben der Arbeitnehmer oder der Einzugsstellen. Zudem muss im Zeitpunkt der vollständigen Beendigung der Betriebstätigkeit ein Insolvenzverfahren offensichtlich mangels Masse nicht in Betracht kommen. D. h., dass mit einer Abweisung mangels Masse zu rechnen ist, da die im Schuldnerunternehmen verbliebene oder im Rahmen eines Insolvenzverfahrens zu realisierende Masse (Vermögen) nicht zur Deckung der Kosten des Insolvenzverfahrens ausreicht.
Die Agenturen für Arbeit fordern hierfür beim Inhaber/Geschäftsführer eine Übersicht über die Vermögensverhältnisse zum Zeitpunkt der Beendigung der Betriebstätigkeit an. Auch wenn diese Anforderung mit der Androhung eines Bußgeldes nach § 404 Abs. 2 Nr. 23 SGB III erfolgt und sehr oft ein Bußgeldverfahren eingeleitet wird, antworten viele Arbeitgeber nicht auf diese Aufforderung. Dies ist besonders problematisch, da die Masselosigkeit offensichtlich sein muss.
Der Offensichtlichkeit der Masselosigkeit muss bei einer juristischen Person (wie z. B. einer GmbH) aber nicht entgegenstehen, dass der Geschäftsführer verschwunden ist, weil regelmäßig nicht davon auszugehen ist, dass er entzogenes Vermögen zugunsten der Gesellschaft beiseite geschafft hat.
Seit 1. Januar 2004 ist das Insolvenzgeld in der Höhe begrenzt. Das der Berechnung des Insolvenzgeldes zugrunde liegende Bruttoarbeitsentgelt wird durch die monatliche Beitragsbemessungsgrenze der Arbeitslosenversicherung begrenzt.

### Steuerliche Behandlung
Insolvenzgeld ist als Lohnersatzleistung gemäß § 3 Nr. 2 EStG steuerfrei. Es wird jedoch bei der Ermittlung des persönlichen Steuersatzes berücksichtigt (Progressionsvorbehalt) und ist deshalb in der Einkommensteuererklärung für das Jahr des Zuflusses (Zuflussprinzip) anzugeben. Zugeflossen ist das Insolvenzgeld in dem Jahr, in dem der Arbeitnehmer das Insolvenzgeld tatsächlich erhalten hat. Im Fall einer Insolvenzgeldvorfinanzierung nach § 170 SGB III erhält der Arbeitnehmer vor dem eigentlichen Insolvenzgeldereignis (Abweisung mangels Masse/Insolvenzeröffnung) bereits einen Betrag als Darlehen durch die vorfinanzierende Bank ausgezahlt (in der Regel zum Zeitpunkt der normalen Lohnzahlung); das Insolvenzgeld wird erst in den Folgemonaten, die durchaus auch im folgenden Kalenderjahr liegen können, von der Bundesagentur für Arbeit an die Bank überwiesen. Steuerrechtlich gilt bereits die Auszahlung des Darlehens als Zufluss (siehe hierzu BFH vom 1. März 2012, Az. VI R 4/11).
Bei Grenzgängern, die in Deutschland arbeiten, aber im Ausland wohnen und das Insolvenzgeld weder in Deutschland noch im Heimatstaat versteuern müssen, wird eine fiktive Einkommensteuer vom Insolvenzgeld abgezogen. (§ 167 Abs. 2 SGB III) Dies kann in bestimmten Konstellationen unter Berücksichtigung von Doppelbesteuerungsabkommen dazu führen, dass das Insolvenzgeld deutlich geringer ist als das Netto-Arbeitsentgelt des Arbeitnehmers vor der Insolvenz des Arbeitgebers. Der Europäische Gerichtshof hat entschieden, dass diese Regelung europarechtskonform ist und insbesondere nicht gegen das Diskriminierungsverbot verstößt.

## Antragstellung und weitere Voraussetzungen
Um das Insolvenzgeld zu erhalten, ist ein Antrag notwendig. Diesen bekommt man von der Agentur für Arbeit ausgehändigt, auf telefonische Aufforderung hin zugesandt oder im Internetangebot der Bundesagentur für Arbeit.
Bei der Antragstellung gibt es eine Ausschlussfrist von zwei Monaten ab Insolvenzereignis zu beachten.
Sobald der Beschluss über Eröffnung oder Abweisung des Verfahrens beim Insolvenzgericht ergeht, haben die Arbeitnehmer noch zwei Monate Zeit, einen Antrag zu stellen. Dies gilt ebenso für die Betriebseinstellung.
Da ein Arbeitnehmer nicht wissen kann, ob und ggf. zu welchem Zeitpunkt von der Agentur für Arbeit eine Betriebseinstellung von Amts wegen festgestellt wird, kann nur empfohlen werden, den Antrag frühestmöglich zu stellen und sich die Antragstellung bestätigen zu lassen (z. B. durch einen mit Datum und Handzeichen versehenen ausgehändigten Antrag oder durch telefonische Anforderung des Antrages).
Das Insolvenzgeld wird – sobald die schriftliche Kündigung vor dem Insolvenzereignis ergeht – rückwirkend vom Tag der Kündigung gezahlt. Die Kündigung gilt nur in Schriftform gemäß § 623 BGB. Wenn jemand keine schriftliche Kündigung hat, wird rückwirkend vom Tag des Beschlusses maximal drei Monate das Insolvenzgeld gezahlt.
Das ausstehende Arbeitsentgelt muss durch den Arbeitgeber (bei Abweisung mangels Masse oder Betriebseinstellung) oder vom Insolvenzverwalter (nur bei Insolvenzeröffnung) durch eine sogenannte Insolvenzgeldbescheinigung bestätigt werden.

## Vorschuss
Insolvenzgeld wird erst bewilligt, wenn der Insolvenzgeldzeitraum bestimmbar ist. Das ist der Fall, wenn das Insolvenzverfahren eröffnet ist, oder der Antrag mangels Masse abgewiesen wurde. Die Agentur für Arbeit kann einen Vorschuss auf das Insolvenzgeld leisten, wenn
1. die Eröffnung des Insolvenzverfahrens über das Vermögen des Arbeitgebers beantragt ist,
2. das Arbeitsverhältnis beendet ist und
3. die Voraussetzungen für den Anspruch auf Insolvenzgeld mit hinreichender Wahrscheinlichkeit erfüllt werden.

Zu 1: Als Nachweis dient in der Regel das Aktenzeichen des Insolvenzgerichtes. Sofern der Antragsteller dies nicht mitteilt, versucht die Bundesagentur für Arbeit dies im Rahmen der Amtsermittlungspflicht zu ermitteln. Die Insolvenzgerichte dürfen über den Umstand der Insolvenz-Antragstellung jedoch keine Auskunft erteilen, sofern es sich nicht um einen Eigenantrag des Arbeitgebers handelt.
Zu 2: Als Nachweis dient das Kündigungsschreiben bzw. der Aufhebungsvertrag bzw. der befristete Arbeitsvertrag.
Zu beachten ist, dass z. B. bei einer Kündigung am 15. Februar zum 30. April das Arbeitsverhältnis erst mit Ablauf des 30. April endet. Somit ist eine Entscheidung über eine Vorschusszahlung erst ab dem 1. Mai möglich.
Eine Freistellung ab dem 15. März beendet lediglich das Beschäftigungsverhältnis, jedoch nicht das Arbeits- bzw. Anstellungsverhältnis.
Zu 3: Als Nachweis dient eine vom Arbeitgeber ausgefüllte Insolvenzgeldbescheinigung oder eine formlose Bescheinigung mit Zeitraum und Höhe (brutto/netto) des offenen Entgelts.
Die Agentur für Arbeit bestimmt die Höhe des Vorschusses nach pflichtgemäßem Ermessen (in der Regel 50–80 % des offenen Nettoarbeitsentgelts). Der Vorschuss ist auf das Insolvenzgeld anzurechnen. Er ist zurückzuzahlen, soweit ein Anspruch auf Insolvenzgeld nicht oder nur in geringerer Höhe zuerkannt wird.

## Vorfinanzierung des Insolvenzgeldes
Kommt im Fall einer Insolvenz des Arbeitgebers die Fortführung eines insolventen Unternehmens in Betracht und besteht eine Wahrscheinlichkeit, laufenden Betrieb aufrechterhalten und Teile der Arbeitsplätze erhalten zu können, so kommt eine sog. Insolvenzgeldvorfinanzierung in Betracht. Der vorläufige Insolvenzverwalter oder im Fall der Eigenverwaltung das insolvente Unternehmen und dessen Berater können hierdurch faktisch eine Auszahlung des Insolvenzgeld ermöglichen, noch bevor der Anspruch auf das Insolvenzgeld überhaupt entstanden ist. Ziel ist es dabei, Zahlungsausfälle bzw. Zahlungsverzögerungen für die Arbeitnehmer zu vermeiden, um diesen eine weiterhin motivierte Mitarbeit im Unternehmen zu ermöglichen. In Fällen der Insolvenzgeldvorfinanzierung kauft ein Dritter (i. d. R. eine Bank) die Forderung gegen die Bundesagentur für Arbeit auf das Insolvenzgeld von dem Arbeitnehmer und lässt sich gleichzeitig die Forderung in Höhe des Kaufpreises abtreten. Der Arbeitnehmer erhält den Kaufpreis, somit im Ergebnis sein durch das Insolvenzgeld gesichertes Nettogehalt. Um Missbräuchen vorzubeugen, setzt die Vorfinanzierung des Insolvenzgelds die Zustimmung der Bundesagentur für Arbeit voraus (vgl. § 170 Abs. 4 SGB III).

## Normen: Deutsches Recht und Europarecht
Gesetzliche Grundlagen des Insolvenzgeldes sind § 3 Abs. 4 Nr. 5, §§ 165 ff. (bis 31. März 2012 §§ 183 ff SGB III a.F), §§ 323 ff. SGB III.
Die Gewährleistung der Zahlung nichterfüllter Ansprüche der Arbeitnehmer bei Zahlungsunfähigkeit des Arbeitgebers ist in der Richtlinie 80/987/EWG des Rates vom 20. Oktober 1980 zur Angleichung der Rechtsvorschriften der Mitgliedstaaten über den Schutz der Arbeitnehmer bei Zahlungsunfähigkeit des Arbeitgebers geregelt. Sie wird durch die Richtlinie 2002/74/EG vom 23. September 2002 zur Änderung der Richtlinie 80/987/EWG des Rates zur Angleichung der Rechtsvorschriften der Mitgliedstaaten über den Schutz der Arbeitnehmer bei Zahlungsunfähigkeit des Arbeitgebers modifiziert. Durch diese Modifizierung ist das Urteil des EuGH überholt, in dem festgestellt worden war, dass die nationale deutsche Regelung über den Insolvenzgeldzeitraum (damals § 183 Abs. 1 SGB III, seit 1. April 2012 § 165 Abs. 1 SGB III) nicht europarechtskonform sei.

## Insolvenzgläubiger
Wie bereits dargelegt, übernimmt die Bundesagentur für Arbeit die rückständigen Lohn- und Gehaltsforderungen für die letzten drei Monate vor Eröffnung der Insolvenz (§§ 165 ff. SGB III), so dass dann die Lohn- und Gehaltsforderungen auf die Agentur für Arbeit übergehen. Die Bundesagentur für Arbeit kann dann die auf sie übergegangenen Ansprüche als Insolvenzgläubiger geltend machen (§ 55 Abs. 2 und 3 InsO).